# Reiner Koch
Reiner Koch (* 4. Juli 1969 in Nürnberg) ist ein deutscher ehemaliger Basketballspieler. Der Aufbauspieler wurde mit Steiner Bayreuth deutscher Meister und Pokalsieger.

## Laufbahn
Zusammen mit seinem Bruder Rolf wechselte Koch, der im Sommer 1988 mit der bundesdeutschen Juniorennationalmannschaft an der Europameisterschaft in Jugoslawien teilnahm, im Alter von 17 Jahren aus Nürnberg zu Steiner Bayreuth. Mit Bayreuth gewann er im Spieljahr 1988/89 unter Trainer Lester Habegger die deutsche Meisterschaft sowie den DBB-Vereinspokal.
Später spielte er auch für den SSV Ulm in der Basketball-Bundesliga, mit Chemnitz schaffte er 1995 den Aufstieg in die 2. Basketball-Bundesliga.
Koch absolvierte ein Betriebswirtschaftsstudium und war beruflich unter anderem für die Konzerne Ferrero, Coca-Cola und Nike sowie als Unternehmensberater und Berater für Basketballspieler tätig.